# Willia brachychaete
Willia brachychaete är en bladmossart som beskrevs av Richard Henry Zander 1993. Willia brachychaete ingår i släktet Willia och familjen Pottiaceae. Inga underarter finns listade i Catalogue of Life.